# Живорождение
Живорожде́ние — способ воспроизведения потомства, при котором зародыш развивается в материнском организме и рождается в виде детёныша, свободного от яйцевых оболочек. Наряду с живорождением в узком смысле этого слова встречается также яйцеживорождение, при котором зародыш развивается из яйца, находящегося в теле матери, питается главным образом за счёт веществ, запасённых в самом яйце.
Впервые «Живорождение» (греч. ζῳοτόκα) как характеристика некоторых видов животных введена Аристотелем в Истории животных
Среди беспозвоночных животных живорождение и/или яйцеживорождение встречается у некоторых кишечнополостных, членистоногих, моллюсков, червей, иглокожих и других; среди низших хордовых оно известно у сальп.
Что касается позвоночных животных, то у них живорождение независимо развивалось во многих филогенетических линиях — у хрящевых (многие акулы и скаты) и лучепёрых (некоторые карпозубые) рыб, у земноводных (ряд жаб, червяг, саламандр), пресмыкающихся (многие представители отряда чешуйчатых, включающего ящериц и змей) и млекопитающих (исключая однопроходных — ехидну, проехидну и утконоса).
Если у млекопитающих переход к живорождению представлял собой, по-видимому, однократное событие (он имел место у предков ныне живущих териев), то у чешуйчатых такой переход происходил свыше 100 раз.
Развитие зародышей при живорождении может происходить в яичниках, яйцеводах или их расширениях, преобразованных в матку, а также во влагалище. У многих живородящих животных вокруг зародыша образуются зародышевые оболочки. «Живорождение» также существует у некоторых видов растений.

## Переход к живорождению
Переход от яйцекладки к живорождению демонстрируют желтобрюхие трёхпалые сцинки (Saiphos equalis). В тёплых прибрежных районах Нового Южного Уэльса эти ящерицы откладывают яйца, в то время как в холодных горных областях они же производят потомство живорождением. За время вынашивания оболочка яйца, которая не препятствует обмену веществ и газов, истончается и к моменту родов превращается в тонкую плёнку. Кальций, который при яйцекладке поступает эмбриону от оболочки яйца, в этом случае выделяется маткой самки. Этот процесс биологи из университетов Восточного Теннеси и Сиднея назвали ранним предвестником эволюционного проявления плаценты. У сцинков наблюдается подобие такого органа.